# 江北站 (佐賀縣)
江北車站（日语：〔〕／ Kōhoku eki */?）是位於日本佐賀縣杵島郡江北町，隸屬於九州旅客鐵道（JR九州）的鐵路車站。本站是九州島長崎半島上兩條主要幹線鐵路－長崎本線與佐世保線的分歧車站，過去在西九州新幹線未投入服務時，由福岡市博多車站開出的海鷗號與綠號都會以串掛方式運行至此站後，再拆聯並各自開往佐世保與長崎。但當西九州新幹線後，海鷗號列車改為新幹線級別，綠號列車亦改以只與部份豪斯登堡號串聯，而原長崎本線的特急列車，則由縮短至肥前鹿島的喜鵲號代替。

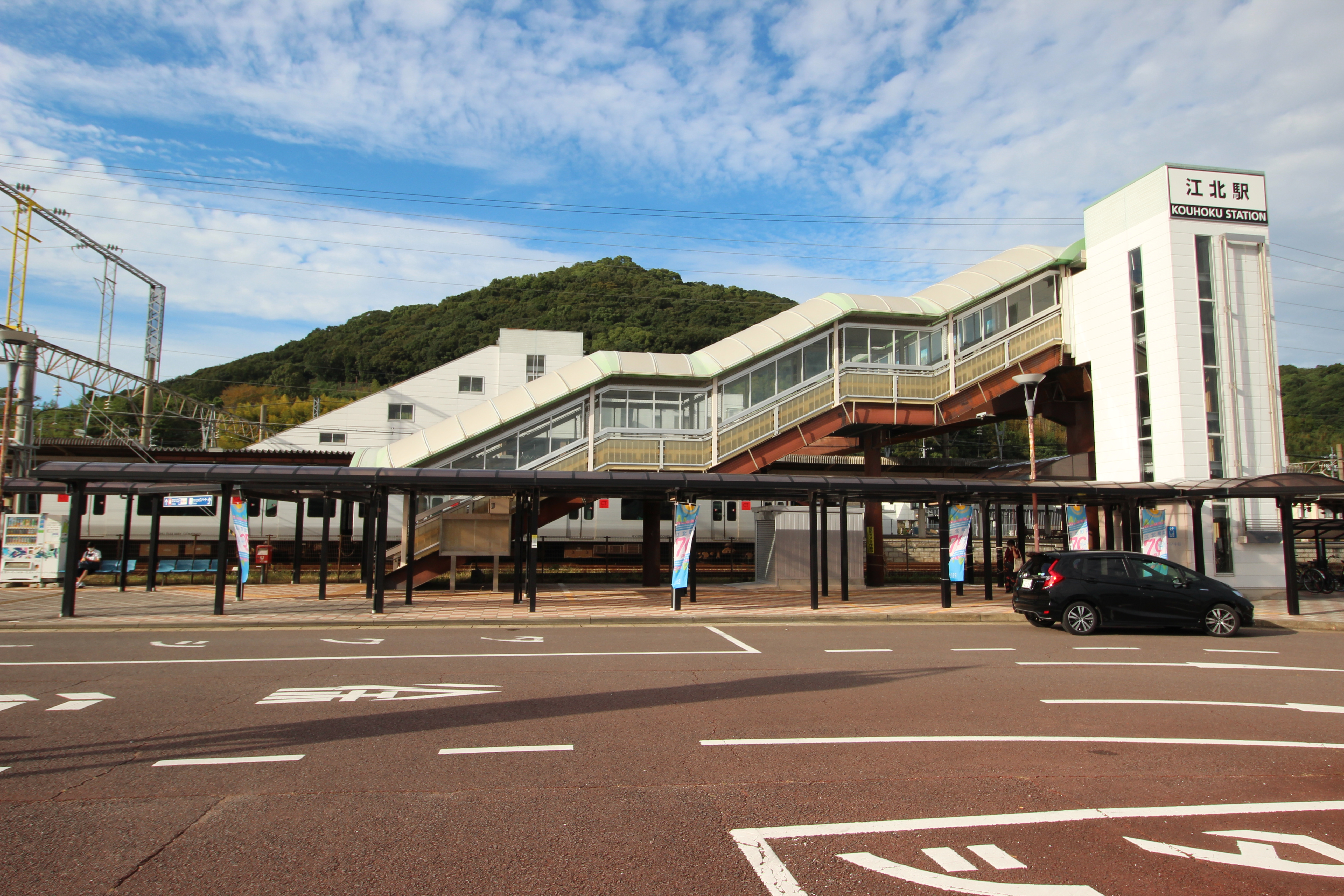
南口（2022年9月）

## 車站構造
本站為側式月台1面1線與島式月台2面4線，合計3面5線的地面車站。

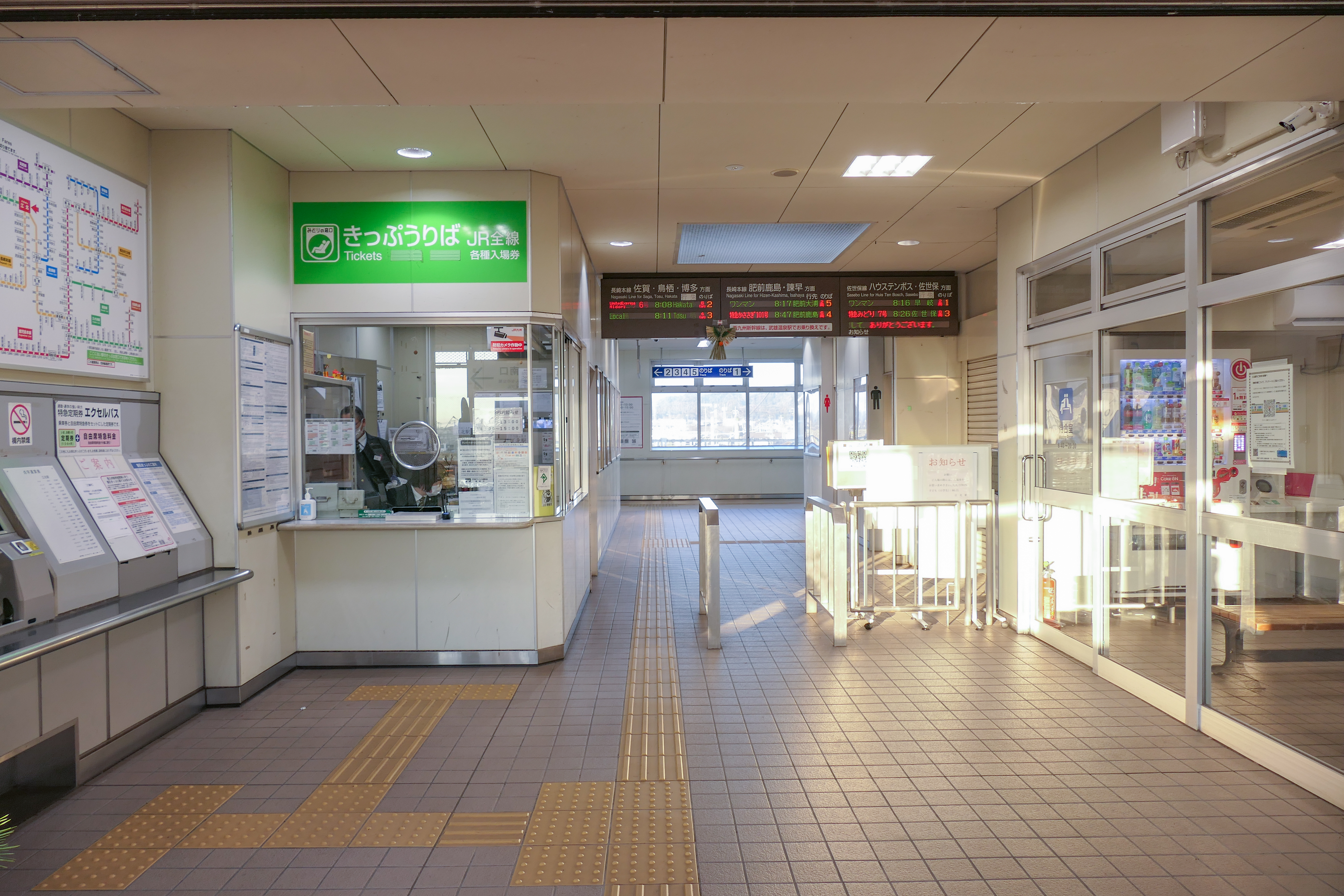
驗票口（2023年1月）

### 月台配置

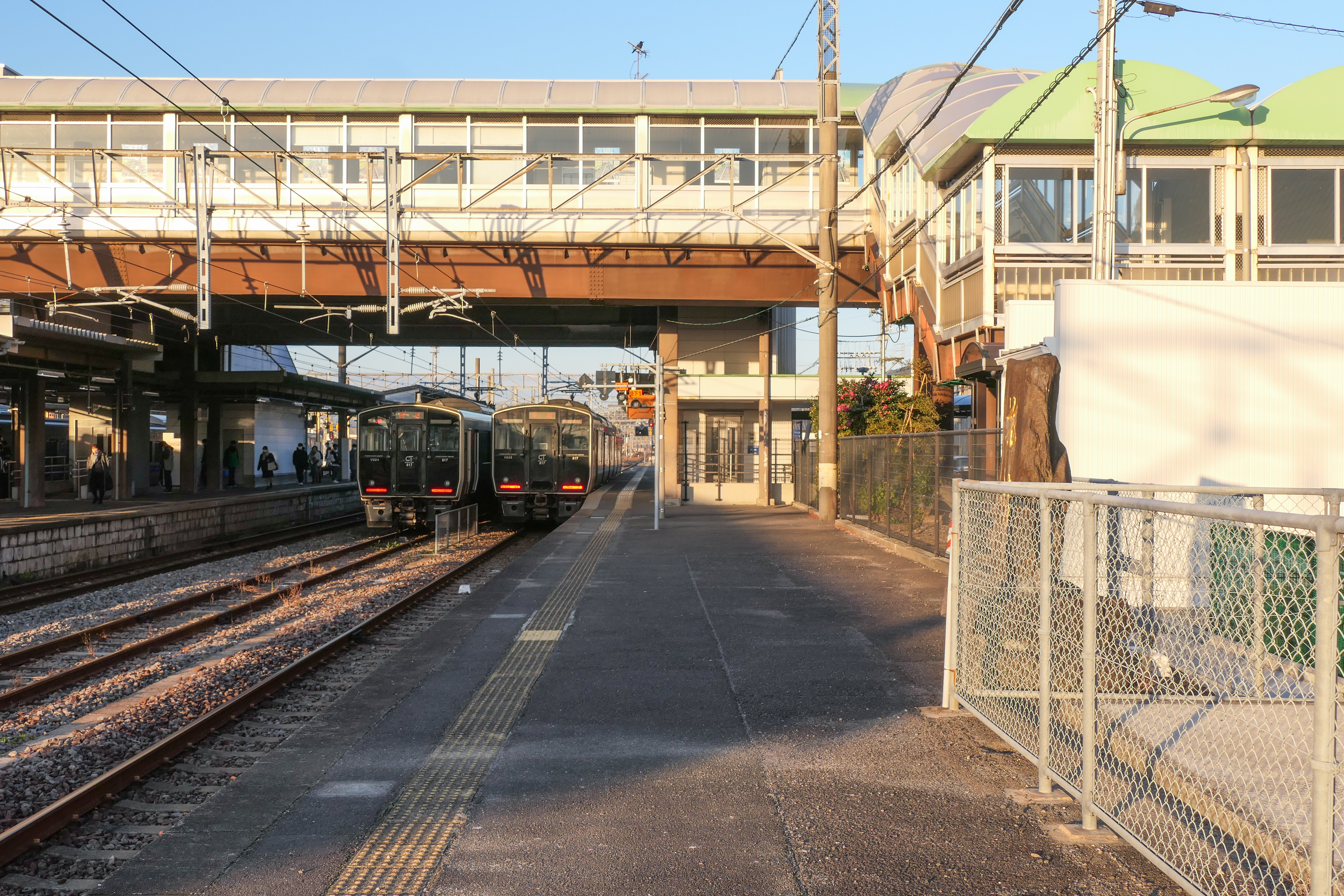
1號月台（2023年1月）

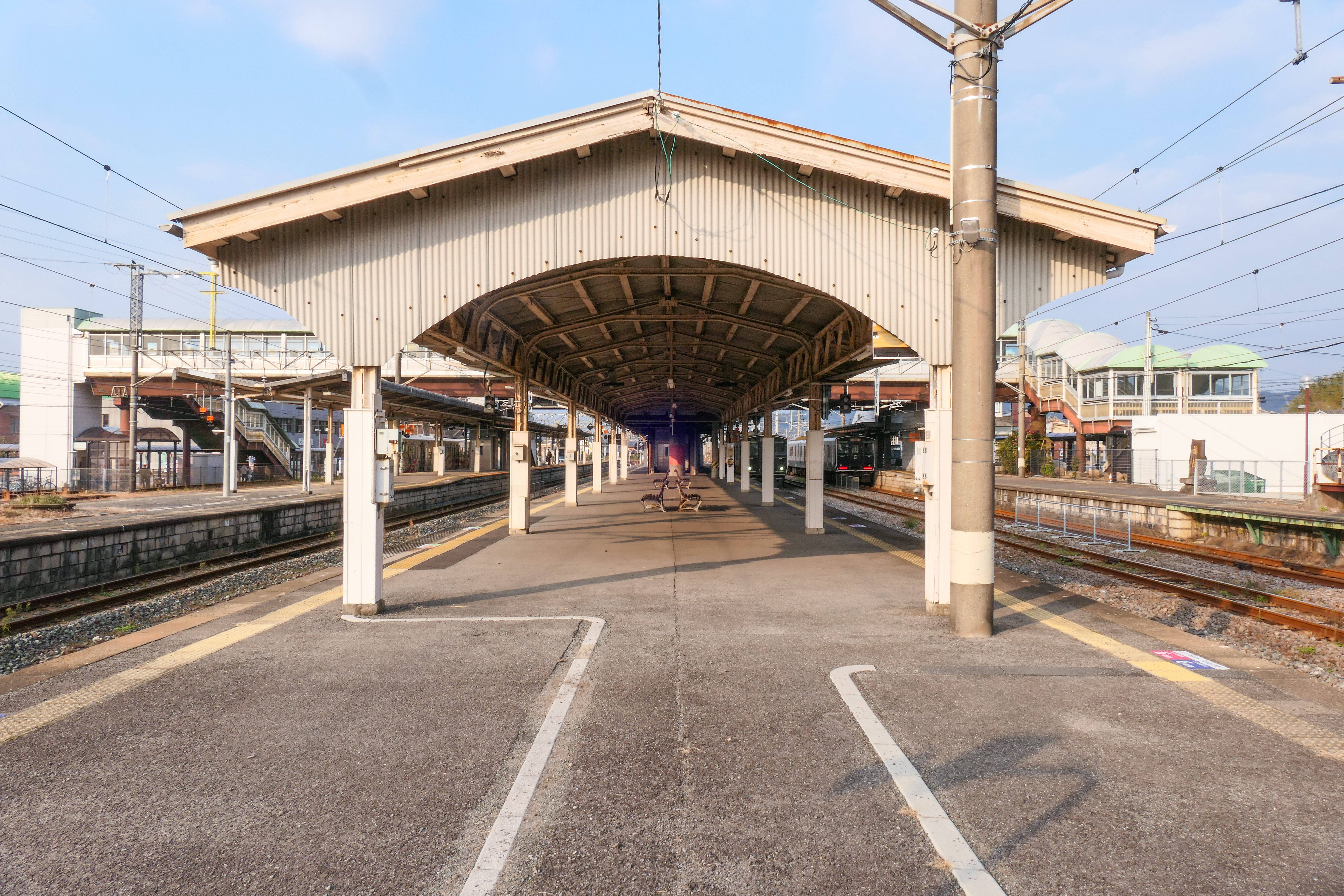
2號與3號月台（2023年1月）

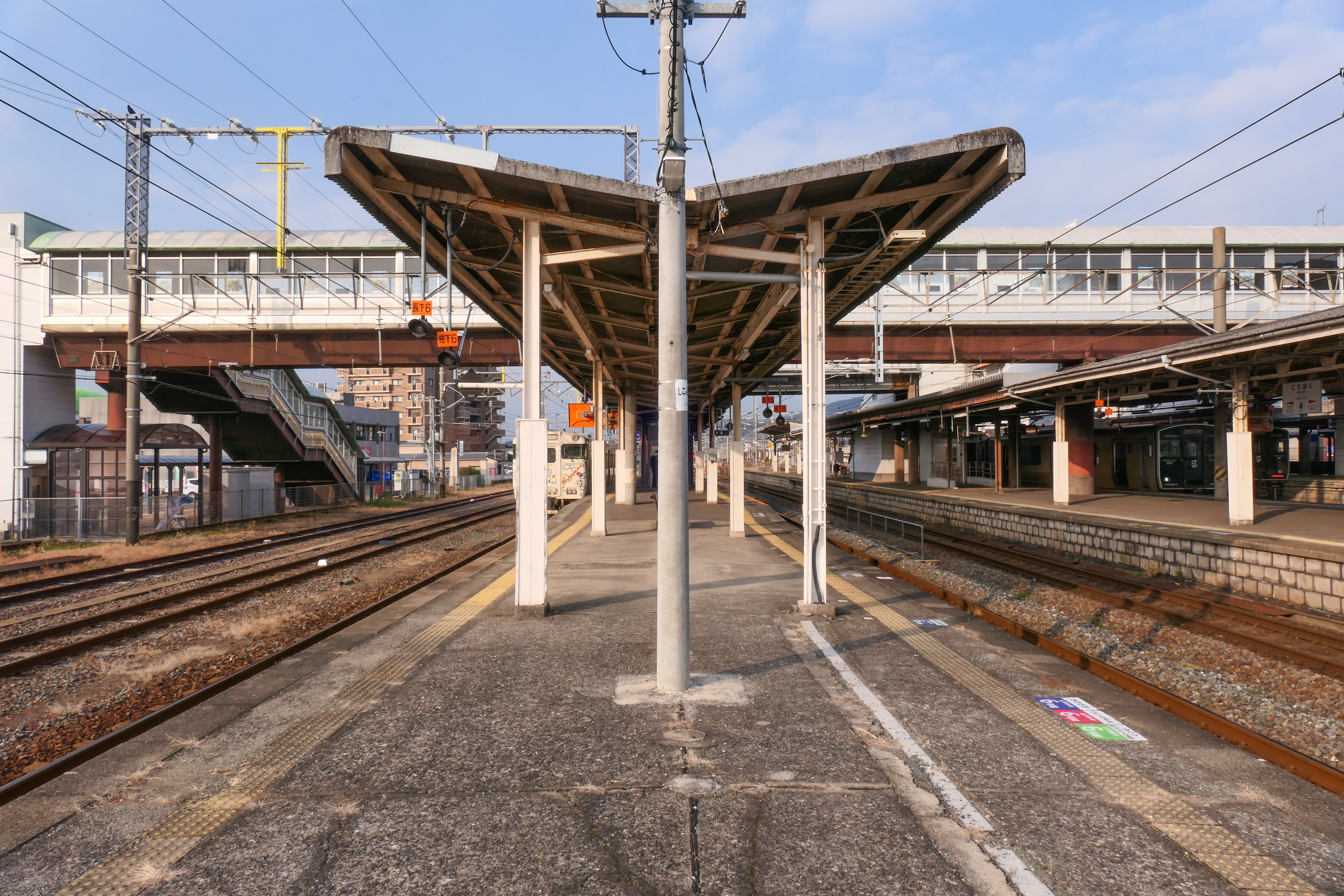
4號與5號月台（2023年1月）

| 月台 | 路線                          | 方向 | 目的地                     | 備註                            |
| ---- | ----------------------------- | ---- | -------------------------- | ------------------------------- |
| 1    | ■長崎本線                     | 上行 | 久保田、佐賀、鳥栖方向     |                                 |
| 1    | ■佐世保線                     |      | 武雄溫泉、早岐方向         |                                 |
| 2    | ■長崎本線                     | 上行 | 久保田、佐賀、鳥栖方向     |                                 |
| 2    | □特急「鷗」「綠」「豪斯登堡」 | 上行 | 新鳥栖、博多方向           | 一部分在1、3號月台開出          |
| 3－5 | ■長崎本線                     | 下行 | 肥前鹿島、多良、諫早方向   |                                 |
| 3－5 | ■長崎本線                     | 上行 | 久保田、佐賀、鳥栖方向     | 4號月台不使用                   |
| 3－5 | ■佐世保線                     |      | 武雄溫泉、早岐方向         |                                 |
| 3－5 | □特急「鷗」「綠」「豪斯登堡」 | 下行 | 長崎、佐世保、豪斯登堡方向 | 只限3、4號月台（主要為4號月台） |

## 歷史
- 1913年3月1日：車站名稱由山口車站更改為肥前山口車站
- 1987年4月1日：國鐵分割民營化，車站歸JR九州管轄。
- 2003年12月：站房橋上化完工[1]。
- 2022年9月23日：車站名稱由肥前山口車站更改為江北車站（こうほくえき）[2]。
- 2024年度：開始支援SUGOCA付款，並加設對應IC卡出、入閘的讀寫器[3]。

## 軼事
2004年5月6日日本主要電視媒體NHK曾播出過一名為《列島縱斷 鐵道12000公里之旅 ～持最長單程車票旅行42日～》的電視節目企畫，要挑戰如何在路線不重複的情形下利用日本國內的鐵道路線進行距離最長的火車旅行。該節目中計算出最長程的路線是以北海道稚內車站作為出發點，並且在本站終結。目前在本站的站前廣場，可以見到為了紀念此事而設置的紀念碑。
另外，在未改稱「江北」前，由本站至肥前飯田的一段長崎本線，共有連續7站的站名均配有前置「肥前」，為其中一項紀錄。即使現時不再使用「肥前山口」，但連續6站仍為一項紀錄。

## 相鄰車站
九州旅客鐵道
■長崎本線
■特急「喜鵲」
佐賀 － 江北 － 肥前鹿島
■普通
牛津－江北－肥前白石
■長崎本線（北段）直通■佐世保線
■特急「綠」、「豪斯登堡」、「接力海鷗」、「九十九島巡遊」（只限上行）
佐賀－江北－武雄溫泉
註：少部份「接力海鷗號」會通過本站。
■普通（除少部分普通列車可直通長崎本線鳥栖站方向及以北外，其餘皆以本站起訖）
（牛津）－江北－大町
■佐世保線直通■長崎本線（南段）
■特急「雙星4047」
武雄溫泉 → 江北 → 肥前濱
* 沒有由佐世保線轉入長崎本線南段的普通列車

## 外部連結
- JR九州江北站 （页面存档备份，存于）（日語）

33°13′9″N 130°9′40″E / 33.21917°N 130.16111°E